# Sharon Burley
Sharon Kay Burley-Sullivan (* 8. Mai 1956 in Tripolis, Libyen) ist eine ehemalige australische Eiskunstläuferin.
Burley nahm zwischen 1972 und 1976 an fünf Eiskunstlauf-Weltmeisterschaften teil. 1972 wurde sie im kanadischen Calgary 19. Ein Jahr später gelang ihr in Bratislava, Tschechoslowakei, ein 21. Rang, 1974 in München, Bayern der 26. und 1975 der 25. in Colorado Springs, Colorado. Bei ihrer letzten WM-Teilnahme 1976 belegte sie den 22. Platz.
Im gleichen Jahr trat sie bei den Olympischen Winterspielen im österreichischen Innsbruck im Einzellauf an und erreichte dabei Rang 20.
Burley ist die Tochter eines US-amerikanischen Soldaten und Nancy Burley, einer australischen Eiskunstläuferin. Nachdem sie auf Grund der Stationierung ihres Vaters in Libyen geboren wurde, zog sie im Alter von drei Wochen in die Heimat ihrer Mutter Australien. Ihr Bruder Robyn Burley, war ebenfalls Eiskunstläufer und australischer Meister.